# Austrolimnophila (Austrolimnophila) volentis
Austrolimnophila (Austrolimnophila) volentis is een tweevleugelige uit de familie steltmuggen (Limoniidae). De soort komt voor in het Afrotropisch gebied.